# Eric Gawu
Eric Sunday Gawu (Accra, 10 novembre 1982) è un ex calciatore ghanese, di ruolo attaccante.

## Carriera

### Club
Ha giocato nella massima serie dei campionati ghanese, qatariota ed israeliano.

### Nazionale
Conta due presenze con la nazionale ghanese.